# بنجامين هوغر (سياسي)
بنجامين هوغر هو سياسي أمريكي، ولد في 1768 في تشارلستون في الولايات المتحدة، وتوفي في 7 يوليو 1823 في جورجتاون في الولايات المتحدة. نشط حزبياً في الحزب الفيدرالي الأمريكي. وقد انتخب عضو مجلس نواب كارولاينا الجنوبية ‏ وانتخب عضو مجلس ولاية كارولاينا الجنوبية ‏ وانتخب عضو مجلس النواب الأمريكي.